# Joseph-François Michaud
Joseph-François Michaud, född 19 juni 1767 i Savojen, död 30 september 1839 i Passy, var en fransk publicist och historieskrivare.
Michaud dömdes 1795 till döden, emedan han drivit rojalistisk propaganda i sin tidning "La Quotidienne", fick visserligen genom vänners tillskyndelse domen kasserad, men dömdes 1797 till deportation och flydde då från Paris till Jura, där han författade sin bekanta dikt Le printemps d’un proscrit (1803). Efter statskuppen 1799 utgav han i Paris ånyo "La Quotidienne". År 1813 blev han medlem av Franska akademien och 1814 censor för tidningarna, men befanns som sådan alltför frisinnad. 

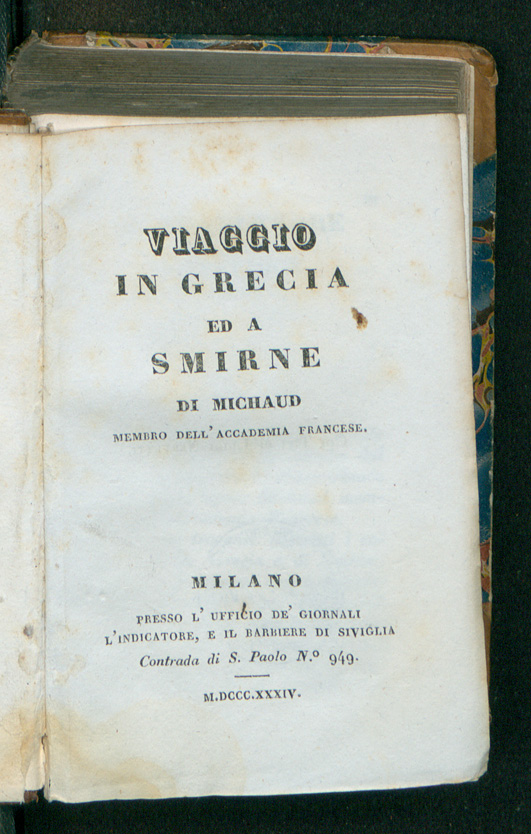
Viaggio in Grecia ed a Smirne, 1834

Hans främsta historiska arbete är Histoire des croisades (1812–22; flera senare upplagor, även i sammandrag), vilket förtjänstfulla verk avslutades med Bibliothèque des croisades, innehållande utdrag ur källskrifter angående korstågen. Trots att Michaud tidigare sjungit Napoleons lov, skrev han 1815 mot den fallne en paskillartad Histoire des quinze semaines, ou le dernier règne de Bonaparte (27 upplagor). 
På gamla dagar företog han en resa till skådeplatserna för korstågen och skildrade denna i Correspondance d’Orient (1832–35; i förening med J.J.F. Poujoulat). Tillsammans med Poujoulat började Michaud 1836 utge en större samling memoarer till belysande av Frankrikes historia, och med sin bror, boktryckaren Louis Gabriel Michaud (1773–1858), deltog han i grundläggningen av det stora verket "Biographie universelle" (52 band, 1811–28; 2 senare upplagor).